# Піраміда Shimizu TRY 2004
Shimizu TRY 2004 Mega-City Pyramid —запропонований проєкт корпорації Shimizu будівництва масивної піраміди над Токійською затокою в Японії. Структура містила б 1 000 000 людей. Висота споруди складала б 2004 метри (6575 футів), включаючи п'ять ферм із накопиченням, кожна з яких мала б розміри, подібні розмірам Великої піраміди в Гізі. Ця піраміда допоможе відповісти на зростаючу нестачу місця в Токіо, хоча проєкт справляв би лише невелику частину населення району Великого Токіо.
Запропонована конструкція настільки велика, що її неможливо побудувати на сучасних звичайних матеріалах через їх вагу. Дизайн покладається на майбутню доступність надміцних легких матеріалів на основі вуглецевих нанотрубок, які зараз досліджуються. План мав розпочати будівництво у 2030 році, але подальших дій не вжито. Корпорація Shimizu все ще налаштована завершити проєкт до 2110 року.

## Матеріали та процес будівництва
Фундамент піраміди складався б з 36 пірсів, виготовлених зі спеціального бетону.
Оскільки сейсмічно активне тихоокеанське вогняне коло проходить бехпосередньо через Японію, зовнішня структура піраміди була б відкритою мережу мегаферм, які підтримують розпірки, виготовлені з вуглецевих нанотрубок, аби піраміда була здатна витримувати сильні вітри, землетруси й цунамі. Ферми будуть покриті фотоелектричною плівкою для перетворення сонячного світла в електроенергію та сприянню живленню міста.
Планується, що роботизовані системи відіграватимуть важливу роль як у будівництві, так і в обслуговуванні будівель.

## Внутрішній рух і будівлі
Транспорт у межах міста забезпечувався б траволаторами, похилими ліфтами та персональною системою швидкого транзиту.
Житлові та офісні приміщення забезпечувалися б 24- або 30-поверховими хмарочосами, підвішеними зверху та знизу, прикріплені до опорної конструкції піраміди за допомогою нанотрубкових кабелів.

## Дивитися також
- Аркологія
- Megacity
- Sky City 1000
- X-Seed 4000